# Uleila del Campo

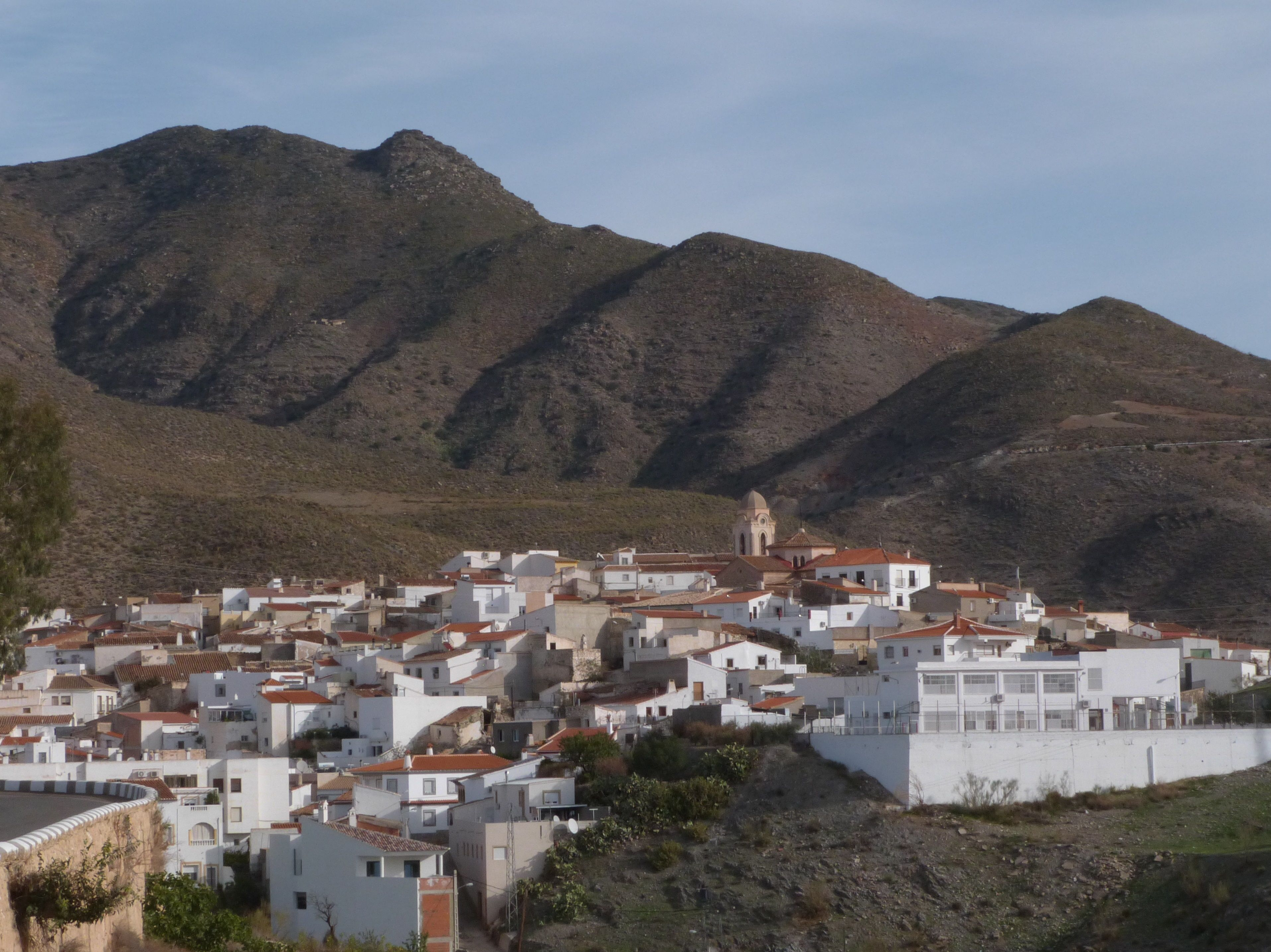
Vista de Uleila del Campo

Uleila del Campo es una localidad y municipio español de la provincia de Almería, en la comunidad autónoma de Andalucía, situado en la comarca de Los Filabres-Tabernas, a 55 km de la capital de provincia, Almería y cuyo núcleo de viviendas está a una altitud de 640 m s. n. m.
En el año 2021 contaba con 816 habitantes.

## Toponimia
Las primeras referencias del municipio parecen nombrarlo como Gualeila en textos árabes de autores como Mohamed Ebn Aljathib y en los mapas del reino árabe de Granada de Juan de la Gloria Artero.
Posteriormente aparecen numerosas menciones del nombre como "Uleyla del Campo"

## Geografía física

### Ubicación
El municipio está situado en la parte central de la provincia de Almería y en la falda sur de la sierra de los Filabres, a los pies del Cerro Monteagud.
Limita al norte con los municipios de Benizalón y Cóbdar al oeste con el de Benizalón, al este y al sureste con el de Sorbas, al noreste con Lubrín, al suroeste con el de Tahal y al sur con el de Lucainena de las Torres.
| Noroeste: Benizalón | Norte: Benizalón y Cóbdar    | Noreste: Sorbas, Benizalón y Lubrín |
| Oeste: Benizalón    |                              | Este: Sorbas                        |
| Suroeste: Tahal     | Sur: Lucainena de las Torres | Sureste: Sorbas                     |

### Orografía
La sierra de los Filabres y en especial el Cerro de Monteagud, (1304 m s. n. m.), sirve de linde natural al norte del municipio.
El municipio es cruzado por la rambla El Cañal.
Los Cerros de Marzo son un conjunto de colinas o cerros que están dentro del municipio cuya mayor altura es de 682 m s. n. m.
El Salar es un prado cóncavo inundable debido a que es una depresión sin salida natural para el agua. Tiene la característica especial de poseer una alta salinidad en la tierra, característica que da nombre al lugar, y que define un ecosistema totalmente diferente al entorno que le rodea.

### Hidrografía
La totalidad del municipio se encuadra dentro de la cuenca mediterránea andaluza como en el resto de la provincia. Debido al clima mediterráneo y subdesértico, los accidentes hidrográficos quedan reducidos a las características ramblas. En ellas, el caudal suele desaparecer bajo tierra durante buena parte del curso para, en ocasiones, reaparecer debido a la saturación de aguas de lluvias recientes o en pequeños embalses creando humedales estacionales.

### Riesgos naturales
El municipio de Uleila del Campo todavía no cuenta con un PTEL que cumpla con la Ley 5/2010 sobre autonomía local.

## Geografía humana

### Organización territorial
Además de la cabecera municipal, Uleila del Campo cuenta también con varias entidades de población según el nomenclátor publicado por el Instituto Nacional de Estadística: El Aguador, La Canal, La Casa Blanca, La Fuentecilla, El Marchal, Los Morales, El Pilarico, El Pocico, El Rincón y Zofre.

### Demografía
Cuenta con una población de 816 habitantes (INE 2024).
| Gráfica de evolución demográfica de Uleila del Campo entre 1842 y 2021                                                |
| |
| Población de derecho según los censos de población del INE. Población de hecho según los censos de población del INE. |

### Comunicaciones

#### Conexiones
Carreteras
Se accede a la localidad por la AL-1100 o AL-4101
| Identificador | Denominación!           |
| ------------- | ----------------------- |
| AL-1100       | Sorbas-Cóbdar           |
| AL-4101       | Sorbas-Uleila del Campo |

Autobús
Uleila del Campo cuenta con dos servicios diarios de autobús que cubren el trayecto Lubrín-Uleila del Campo-Almería partiendo de la parada de Lubrín y terminando en la Estación intermodal de Almería y 2 servicios diarios con el trayecto Almería-Uleila del Campo-Lubrín, todos ellos de lunes a viernes. El servicio está gestionado por la compañía Alsa-ENATCAR. Este autobús es conocido en la localidad como «La Alsina» debido a que en antaño fue Alsina Graells la compañía que gestionó este servicio.

### Evolución de la deuda viva municipal
| Gráfica de evolución de Deuda viva del Ayuntamiento de Uleila del Campo entre 2008 y 2019                                |
| |
| Deuda viva del Ayuntamiento de Uleila del Campo en miles de Euros según datos del Ministerio de Hacienda y Ad. Públicas. |

## Símbolos
Escudo
El escudo de armas de Uleila del campo fue aprobado por el pleno de su ayuntamiento el 18 de marzo de 1988, autorizado por el Consejo de Gobierno de la Junta de Andalucía el 17 de noviembre de 1992 y tiene el siguiente blasón:

Escudo partido, primero, de azur, una corona ducal de oro y piedras preciosas y un brazo alado y armado de una espada de plata puestos en situación de palo, segundo, losanjado de sinople y plata. Timbrado con la corona real cerrada.
BOJA número 8 de 26/01/1993

## Política
En las elecciones municipales de 2011 el Partido Socialista Obrero Español (PSOE) fue la lista más votada con el 42,09 % de los vatos válidos, logrando 4 concejales. En segundo lugar quedó la Agrupación de electores Unión Uleila del Campo (AEUUC) con el 33,33 % y 3 concejales, en tercer lugar Partido Popular (PP) con el 14,29 % y 1 concejal y en cuarto lugar Izquierda Unida (IU) con el 10,14 % y 1 concejal.
| Partido político                                       | 2011    | 2011       | 2007    | 2007       | 2007 |
| Partido político                                       | Votos % | Concejales | Votos % | Concejales |      |
| Partido Socialista Obrero Español (PSOE)               | 42,09 % | 4          | 50,83 % | 5          |      |
| Agrupación de electores Unión Uleila del Campo (AEUUC) | 33,33 % | 3          | -       | -          |      |
| Partido Popular (PP)                                   | 14,29 % | 1          | 30,86 % | 3          |      |
| Izquierda Unida (IU)                                   | 10,14 % | 1          | 16,34 % | 1          |      |

| Periodo   | Nombre                                                              | Partido                                             |
| --------- | ------------------------------------------------------------------- | --------------------------------------------------- |
| 1979-1983 | Adoración Antolín Sorroche                                          | UCD                                                 |
| 1983-1987 | Juan Pérez Lázaro                                                   | PCE                                                 |
| 1987-1991 | Juan Ramos Peña                                                     | PSOE                                                |
| 1991-1995 | Juan Ramos Peña                                                     | PSOE                                                |
| 1995-1999 | Alfonso Heredia Conesa                                              | PP                                                  |
| 1999-2003 | José Rivas Sánchez (1999-2000) Águeda Cayuela Fernández (2000-2003) | PSOE                                                |
| 2003-2007 | Águeda Cayuela Fernández                                            | PSOE                                                |
| 2007-2011 | Águeda Cayuela Fernández                                            | PSOE                                                |
| 2011-2015 | Águeda Cayuela Fernández (2011-2013) Juan Fuentes Yepes (2013-2015) | PSOE Agrupación de Electores Unión Uleila del Campo |
| 2015-2019 | Juan José Fuentes Yepes                                             | PP                                                  |
| 2019-2023 | Juan José Fuentes Yepes                                             | PP                                                  |
| 2023-act. | Juan José Fuentes Yepes                                             | PP                                                  |

## Servicios públicos

### Educación
En la localidad se encuentra el colegio público Nuestra Señora de Monteagud donde se imparte educación infantil, Primaria y Secundaria Obligatoria (hasta segundo de ESO).

### Sanidad
En cuanto a atención primaria, el municipio pertenece a la zona básica de salud de Sorbas cuyo centro de salud se encuentra en la localidad homónima, dentro del distrito de Almería y dispone de un consultorio médico de categoría auxiliar ubicado en la calle Frontón s/n, el cual en 2012 ofrecía un servicio de siete horas por las mañanas durante los días laborables.
Para la atención hospitalaria se encuentra dentro de Área Hospitalaria de Torrecárdenas cuyo hospital homónimo se encuentra en la ciudad de Almería.

## Cultura

### Patrimonio
Civil
- Yacimiento arqueológico Cueva de la Mora[18]

El yacimiento principal es de la época neolítica aunque el valle ha sido habitado hasta principios del siglo XX. Se encuentra en la garganta o barranco del Zofre. Es un lugar angosto y fácil defensa con una sola entrada que se abre a valle. Con un manantial natural a pocos metros. El conjunto arqueológico principal lo forman: una cueva de sencillo acceso con una habitáculo de unos 5 m²(en la actualidad semiderruida), un abrigo natural que cuenta con un petroglifo formado por unas circunferencias y pinturas rupestres sobre la pared del abrigo.
- Cortijo la Almazara Vieja
- Cortijo La Era Empedrada

Religioso
- Iglesia de Santa María: La iglesia es de estilo neorománico. Fue mandada construir por el Conde de Aguilar. El campanario no constaba en el diseño original por falta de presupuesto y fue añadido siglos después cuando se reformó completamente la iglesia. Ha sufrido varias remodelaciones durante los últimos años intentando paliar el deterioro. La última y más importante durante el primer trimestre de 2012 donde se han restaurado los tejados, remodelado todo el suelo y se ha redecorado todo el interior y parte de la fachada. Se han añadido ventanales y vidrieras

### Entidades culturales
Museos
- Centro de Interpretación del Trabajo Tradicional. En él se pueden ver fotografías, textos, vídeos y maquetas que muestran como era el trabajo eminentemente agrario de Uleila del Campo y toda la comarca.[20]

### Patrimonio cultural inmaterial
Festividades
- Fiesta patronal en honor al Santo Cristo de las Penas. Se celebra el segundo sábado de septiembre. El Lunes de Santo Cristo se culminan las celebraciones con una misa y una procesión del Santo Patrón de Uleila del Campo. Además durante todo el fin de semana el municipio se llena de atracciones y puestos de artesanía y abalorios que son amenizados con música en la plaza principal.[21][22]
- La Fiesta del emigrante se celebra el primer fin de semana de agosto. Este fin de semana se conmemora la venida de todos los emigrantes que iban a trabajar fuera del municipio y regresan en verano a su pueblo natal.[21]
- Encuentro de paisanos de Uleila. Aprovechando la festividad del día 12 de octubre, el día de la Virgen del Pilar, se realiza un encuentro anual de paisanos de Uleila que ya cuenta con 14 ediciones desde 1997 hasta la actualidad. En este evento se reúnen aquellos que emigraron a Cataluña en busca de trabajo con sus familias y amigos. Cada año la celebración se realiza en un lugar distinto, los más representativos han sido Uleila del Campo, Blanes, Igualada y San Celoni aunque ocasinalmente también se ha realizado en otros lugares de Cataluña que acogieron a gran cantidad de Uleilenses.[23][24]
- La Cruz de Mayo. Se mantiene la tradición de realizar la cruz de mayo o fiesta de las cruces, donde se juntan los habitantes del municipio para realizar la ofrenda. Además esta festividad coincide con las fiestas del barrio de La Canal donde hay distintos eventos, música y baile.

## En las artes y la cultura popular
Toda la comarca ha sido protagonista de muchos largometrajes y otras filmaciones de menor calado.
En Uleila del Campo destaca la película Patton de 1970 dirigida por Franklin J. Schaffner. En la película se recrea un pueblo sicialiano donde se aprecia perfectamente la panorámica del pueblo y su puente emblemático. Algunos de los habitantes participaron de extras durante la filmación.